# Lúcio Maranhão
Lucielmo Palhano Soares, meglio noto come Lúcio Maranhão (São Luís, 28 settembre 1988), è un calciatore brasiliano, attaccante del Barcelona-BA.

## Caratteristiche tecniche
È una punta centrale.

## Carriera
Cresciuto nelle giovanili del Maranhão (da cui deriva il suo soprannome), trascorre la prima fase della sua carriera nelle serie inferiori del calcio brasiliano eccezion fatta per una parentesi al Buriram Utd, in Thailandia.
Nel 2016 abbandona il Brasile firmando per gli israeliani dell'Hapoel Be'er Sheva. Il 24 novembre segna la rete dell'1-2 che dà il via alla rimonta contro l'Inter nel match valido per la fase a gironi di Europa League.
Nel mercato invernale del 2017 viene ceduto in prestito all'Ashdod.

## Palmarès

### Club

#### Competizioni statali
- Campionato Baiano: 1

Vitória: 2013
- Campionato Catarinense: 1

Figueirense: 2014
- Campionato Cearense: 1

Fortaleza: 2015
- Campionato Alagoano: 1

CRB: 2016

#### Competizioni nazionali
- Thai League: 1

Buriram United: 2014
- Supercoppa d'Israele: 1

Hapoel Be'er Sheva: 2016
- Coppa Toto Al: 1

Hapoel Be'er Sheva: 2016-2017